# Ейшишкес
Ейшишкес, або Ейшишки (лит. Eišiškės) — місто на південному сході Литви, Шальчинінкайського району Вільнюського повіту.

## Історія

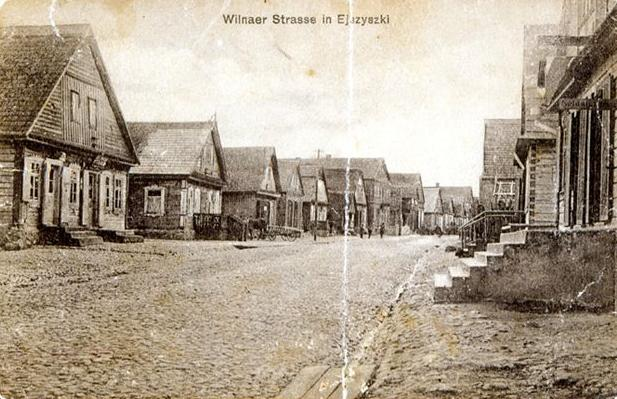
Вулица Віленська (зараз Вільняус; 1915—1917)

Відоме з XIV століття. Договір Вітовта Великого з хрестоносцями 1384 було скріплено печаткою з надписом Wesisken, який деякі історики вважають назвою містечка.
Дві окремі частини міста формувались різними берегами річки Версаки (лит. Verseka) протягом XIII–XIV століть. Південна частина комплексу, ядро якої становило єврейське містечко, більша за північну «юрздику» (Jurzdika, від юрисдикція).
Станом на 1886 у містечку Ейшиської волості Лідського повіту Віленської губернії мешкала 371 особа, 37 дворів, існували синагога, 2 єврейські молитовні будинки, єврейська богодільня, поштова станція, пивоварний завод, 2 кожевених заводи, 38 лавок, 12 постоялих дворів, відбувались 3 ярмарки на рік та базари щочетверга.

## Відомі особи
Неподалік міста народився майбутній відомий педагог Станіслав Раполіоніс.

## Населення
| Динаміка населення з 1820 по 2011 |      |          |          |          |          |          |
| 1820                              | 1885 | 1897пер. | 1904     | 1921     | 1938     | 1959пер. |
| 333                               | 706  | 3196     | 1000     | 2382     | 3188     | 2532     |
| 1970пер.                          | 1974 | 1976     | 1979пер. | 1989пер. | 2001пер. | 2011пер. |
| 3481                              | 3600 | 3700     | 3467     | 3789     | 3765     | 3416     |
| Гістограма динаміки населення     |      |          |          |          |          |          |